# Тічера
Тічера (рум. Ticera) — село у повіті Хунедоара в Румунії. Входить до складу комуни Булзештій-де-Сус.
Село розташоване на відстані 326 км на північний захід від Бухареста, 49 км на північ від Деви, 74 км на південний захід від Клуж-Напоки, 141 км на північний схід від Тімішоари.

## Населення
За даними перепису населення 2002 року у селі проживала 1 особа.